# Under (chanson)
Pour l’article homonyme, voir Under.
Singles de Alex Hepburn
Alex Hepburn
(2012) Together Alone
(2013)
Pistes de Together Alone
Angelina
(8) Hold me
(10)
Under (littéralement « Sous » en français) est un single musical de la chanteuse Alex Hepburn sorti en 2012. Également incluse sur l'album Together Alone en 2013, la chanson est écrite et composée par Gary Clark et Alex Hepburn. Gary Clark en assure également la réalisation.
Les paroles s'inspirent de la détresse qui détruit à cause de la violence conjugale.
À la suite de sa sortie en décembre 2012, la chanson connaît un succès commercial en France, Belgique et Suisse début 2013.

## Genèse
Alors que son premier album Together Alone est terminé, la chanteuse écrit un titre piano/voix, Don't Bury Me,, qui est en fait le titre original de la chanson Under,. La maison de disque Warner demande à Hepburn de changer le titre, estimant que le premier n'est pas commercial. Lors de son écriture, la chanteuse pense qu'il s'agit d'« un titre pop qui ressemble à un tube », « un peu comme un bulldozer ». Elle présente alors la chanson à son label qui l'apprécie immédiatement,. L'inspiration pour la chanson est venue après un « sale moment ». « J'ai remarqué que, quand je vais mal, c'est là que les plus grosses chansons sortent, malheureusement. Elle est arrivée et je le savais, tout simplement ». Par la suite, la chanteuse explique que la production du titre est fait « pour marcher en radio ».

« J'ai essayé de récupérer mon ex-copain avec cette chanson. Ça n'a pas marché mais au moins à chaque fois qu’il entend le titre à la radio, ça lui rappelle qu'il est un gros connard. »

— Alex Hepburn

## Composition et paroles
Under est une chanson au style pop, voire R&B pour certains médias,. La chanson est écrite et composée par Alex Hepburn et Gary Clark. La réalisation est menée par Gary Clark. Elle est composée d'un refrain, qui fait office d'introduction, suivie de trois cycles couplet-refrain, sur un battement par minute de 84. L'instrumentation est réalisée avec des synthétiseurs et inclut des sonorités de batterie, de basse et de piano. La chanson débute par le premier refrain qui suit au piano les accords de mi mineur, do majeur, sol majeur puis ré majeur, lesquels se poursuivent ensuite sur le premier couplet qui est alors accompagné d'une basse et d'une batterie. Puis l'instrumentation reste la même pour les couplets et les refrains jusqu'au refrain final.
Alex Hepburn explique qu'« Under parle des violences conjugales et de comment tu peux être dépendant de quelqu’un qui te détruit ». Pour Frédéric Mangard de Charts in France, au travers de Under, Hepburn « s'inspire de la violence conjugale subie » et « exprime toute la détresse issu de cette attache à un être qui vous détruit ».

## Accueil

### Accueil critique
La chanson est généralement bien accueillie par la critique musicale. Caryl Bussy de la radio télévision suisse décrit le single comme une « tête chercheuse d'une redoutable efficacité ». À l'instar de Julien Goncalve de Charts in France qui souligne que la chanteuse est « soutenu tout le long par un piano qui apporte une vraie sensibilité au morceau ». Et que cela permet de « retrouve[r] sa voix d'écorchée vive si particulière ». Il note par ailleurs que le titre « place Alex Hepburn comme une alternative à la chanteuse Pink ».

### Accueil commercial
La chanson se classe dans le top 5 des ventes de singles en France, Belgique et Suisse,,. En France, la chanson entre dans le classement des ventes de singles le 19 janvier 2013 à la 185e place. Du 19 janvier au 9 février, la chanson progresse jusqu'à la 112e place. Néanmoins après une chute lors de la semaine du 16 février, la chanson progresse à nouveau jusqu'à la 2e place, derrière la chanson Get Lucky de Daft Punk le 27 avril. Lors de la semaine du 27 avril, la chanson s'écoule à 11 600 exemplaires, une hausse de 146% sur une semaine.
En Belgique francophone, la chanson entre dans le classement des ventes de singles début mars 2013 à la 28e place. Jusqu'au 27 avril, la chanson ne cesse pas de progresser pour se classer à la 4e place des ventes de singles. Le 26 janvier 2013, elle atteint à la 3e place des téléchargements de chansons. En Belgique néerlandophone, la chanson entre dans le classement des ventes de single 16 mars 2013 à la 34e position. La chanson se classe quinze jours plus tard à la 13e place, son meilleur classement. La semaine suivante, elle chute à la 16e place, puis se maintient jusqu'au 27 avril à la 15e place des ventes de singles. Le 19 janvier 2013, la chanson se classe à la 3e place des téléchargement de chansons. En Suisse, la chanson entre dans le classement des ventes de singles la semaine du 27 janvier 2013 à la 43e place jusqu'à atteindre la cinquième place la semaine du 27 avril 2013.

## Liste des pistes
| Promo - CD-Single | Promo - CD-Single | Promo - CD-Single        | Promo - CD-Single | Promo - CD-Single | Promo - CD-Single | Promo - CD-Single | Promo - CD-Single | Promo - CD-Single | Promo - CD-Single |
| No                | Titre             | Auteur                   | Réalisateur       | Durée             |                   |                   |                   |                   |                   |
| ----------------- | ----------------- | ------------------------ | ----------------- | ----------------- | ----------------- | ----------------- | ----------------- | ----------------- | ----------------- |
| 1.                | Under             | Alex Hepburn, Gary Clark | Gary Clark        | 3:34              |                   |                   |                   |                   |                   |
| 3:34              |                   |                          |                   |                   |                   |                   |                   |                   |                   |

## Classements par pays
| Classement (2013)                       | Meilleure position |
| --------------------------------------- | ------------------ |
| Allemagne (Media Control AG)            | 34                 |
| Autriche (Ö3 Austria Top 40)            | 62                 |
| Belgique (Flandre Ultratip 100)         | 3                  |
| Belgique (Flandre Ultratop 50 Singles)  | 10                 |
| Belgique (Wallonie Ultratip 50)         | 3                  |
| Belgique (Wallonie Ultratop 50 Singles) | 2                  |
| France (SNEP)                           | 2                  |
| Grèce                                   | 2                  |
| Pologne (ZPAV)                          | 2                  |
| Tchéquie (IFPI Rádio)                   | 1                  |
| Russie (Top 100 airplay)                | 6                  |
| Slovaquie (IFPI Rádio)                  | 57                 |
| Suisse (Schweizer Hitparade)            | 5                  |

## Certification
| Pays          | Disque de certification | Seuil   |
| ------------- | ----------------------- | ------- |
| Belgique      | Or                      | 15 000  |
| France        | Or                      | 110 000 |
| Suisse (IFPI) | Platine                 | 30 000  |

## Utilisation
On a pu entendre cette chanson dans la série RIS police scientifique, à la fin de l’épisode 5 de la saison 9 (La Gorgone)[réf. nécessaire].